# Pot–pourri (ceramika)

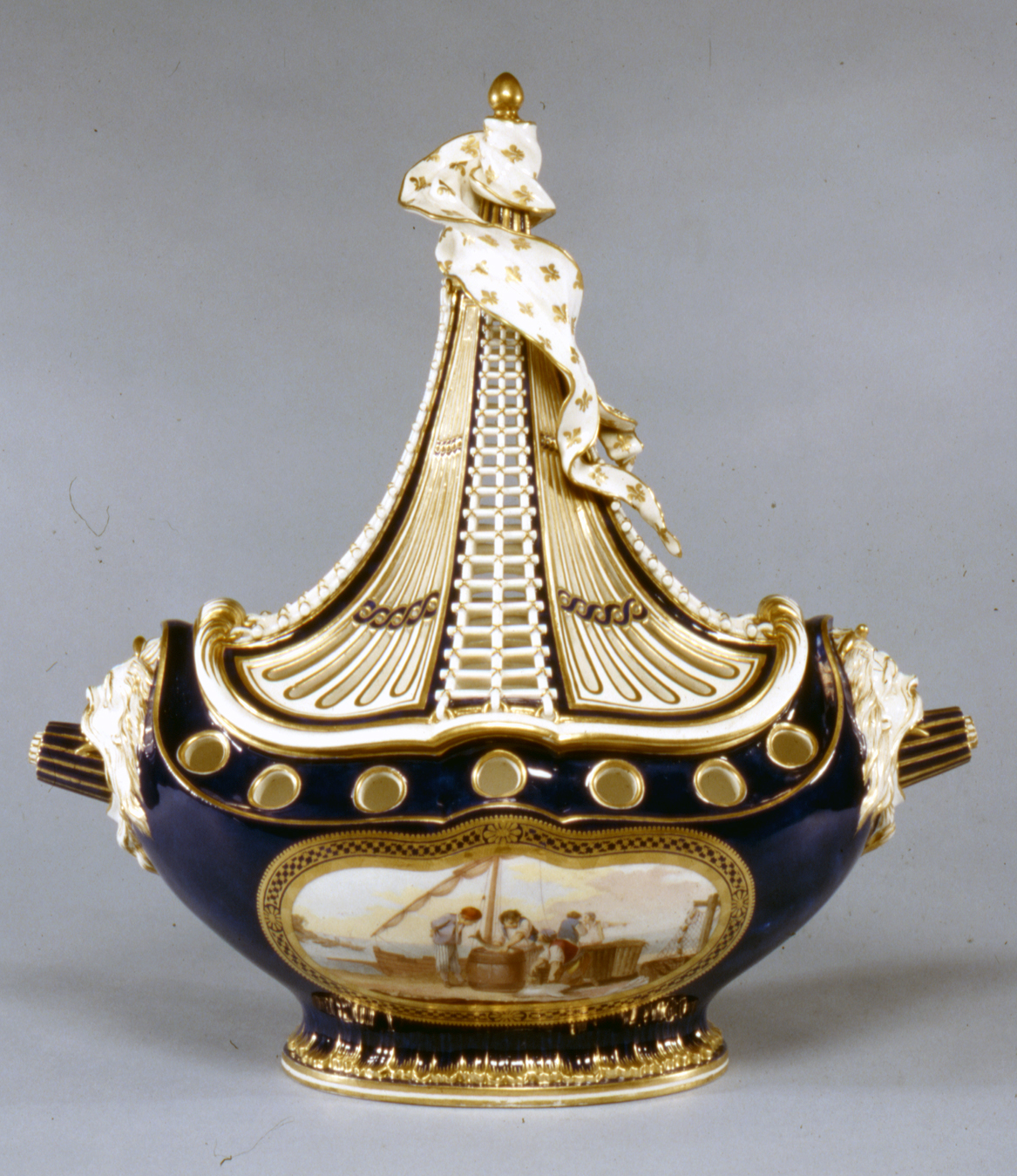
Waza potpourri z manufaktury w Sevres, 1764, ze zbiorów Walters Art Museum

Pot-pourri (fr. pot-pourri – mieszanina) – dekoracyjne naczynia w kształcie wazy lub wazonu wykonane z fajansu lub porcelany z ażurową pokrywą, czasami miały także otworki w ściankach.
Były przeznaczone do przechowywania pachnideł, płatków pachnących kwiatów, ziół. Eteryczne substancje ulatniały się przez otwory w naczyniu odświeżając powietrze w pomieszczeniu.

W XIX wieku pot-pourri stosowano także jako dekorację. Takie naczynia  czasem miały dwie pokrywki. Znane są dwie wersje takich naczyń. Dziurki wykonywano w pokrywie wewnętrznej a zewnętrzna była pełna, lub na odwrót, wewnętrzna lita a zewnętrzna z dziurkami. Pełna pokrywa zatrzymywała zapach, gdy waza nie była używana. 
Naczynia takie były popularne w Europie w połowie XVIII wieku, produkowane także w XIX i XX wieku.

Najbardziej typowe były rokokowe pot-pourri z porcelany miśnieńskiej, ale inne zakłady ceramiczne również wytwarzały takie wyroby. Zachowane obiekty można oglądać w wielu muzeach.